# バイストン・ウェル物語 ガーゼィの翼
『バイストン・ウェル物語 ガーゼィの翼』（バイストン・ウェルものがたり ガーゼィのつばさ）は、富野由悠季による日本のファンタジー小説。単行本はアスペクトのログアウト冒険文庫から全5巻が刊行された。富野がライフワークとする異世界「バイストン・ウェル」を舞台とする一連の作品の一つである。

## あらすじ
現代日本の青年・千秋クリストファは異世界バイストン・ウェルに召喚され、見知らぬ人々の間で「聖戦士」に奉られることになってしまった。異民族の王の暴虐のもと奴隷とされた人々はガーゼィの翼の伝説を信じ、民族ぐるみの脱出を決行する。クリスには映画かコンピュータゲームにしか見えない世界で、死と隣合わせのサバイバルが始まる。
身に覚えもない人々の期待（と疑念）を負い、皆の後をついていくだけでヘトヘトになりながら、クリスには超能力も便利なアイテムもない、本当は聖戦士でもなんでもない予備校生でもボロを出さずに生き延びるために必死。逃亡する一行の後には強大な敵、恐獣軍団が迫る。

## 主な登場人物
千秋クリストファ／クリス（せんしゅう クリストファ）
主人公。東京で予備校通いの受験生（二浪中）。二十歳。夏休みに金沢の実家へ一時帰省の途上、白山神社付近をバイクで走行中に白鳥に似た光を幻視し、バイストン・ウェルに転移する。右も左もわからない異世界でメトメウス族から「ガーゼィの翼の騎士」の役を押しつけられ、理不尽で過酷な状況に戸惑いながらも奮闘することに。
父はアメリカ人。クリスの幼時にはニュージャージーで暮らしたが、両親の離婚後、母の実家のある金沢へ移り育つ。神職でもある実家の雰囲気と、クリス自身の容姿は白人に近いながら精神的には日本人として育ったルーツにも葛藤を抱える。続けていた剣道の修養と受験勉強は今のところ両立しておらず、ガールフレンドの留美子に優柔不断をとがめられても気持ちの凹んでしまう、現代っ子。
「バイストン・ウェル物語」の従来のシリーズと異なり、異世界に召喚されることでクリスの肉体・精神は二つに分裂したような状態にある。バイストン・ウェルで戦っているクリスがいる一方、地上でのクリスも相変わらず生活している。
中臣 留美子（なかおみ るみこ）
クリスと同じ予備校に通う女子生徒。クリスには一歳年下、クリスとは付き合って二か月ほど。伊勢の田舎出身で都会志向。容姿目当てで接近したらしいクリスとは馬が合い、口喧嘩も遠慮がない。利発で勘も鋭く、クリスの異世界での事情を彼女なりに想像して助言する。
ケッタ・ケラス
メトメウス族の中心人物。メトメウスの滅びた王家に近い血筋で、先王ソローン王の後継者と目されている。現在はアシガバ族の奴隷として使役されるメトメウス族をまとめ、民族の捕囚状態からの脱出を計画・実行した。計略は用意周到。自らは武人ではないが、人の上に立ち、適所に人を配して指揮力に長ける政治家としての資質をもつ。
フィロクレース
メトメウス族の長老格。ケッタ・ケラスの側に仕えて参謀として振る舞う。高齢だが一行の先に立って進み、異部族との折衝の折には使者にも立つバイタリティある老人。様々の古伝承を記憶しており、ガーゼィの騎士を招来して一族の再興を望む。実際のクリスのする地上界の説明には伝承とそぐわないものを覚えつつ、そのつど好都合に解釈して話を進めるしたたかな面も。
ハッサーン・サン
メトメウス族内で尊重される年若い祈女（いのりめ）。土鈴の儀式によってガーゼィの翼の聖戦士を呼び、地上界からクリスを招いた。鷹揚な人柄と美貌で、過酷な戦いの合間の折々にクリスの気持ちを引き立てる。巫女としては幾分未熟でもあり、一度は呼び出したガーゼィの翼がその後なかなか思うに任せて顕現しないことに苦慮している。
エウフリオ
メトメウス族の武者筆頭。髭面で無骨な大男。一族の方針には忠実だが、ガーゼィの騎士とは名ばかりなクリスには冷淡な目を向ける。
リーリンス
メトメウス族の少女。ザンバラの金髪娘。メトメウスの未成年の少年少女のリーダー格として、クリスの印象からは「バンカラ姉ちゃん」と思われた。一族の年長者たちに敬意は払うものの蓮っ葉な皮肉屋ではあり、ガーゼィの騎士についてもしばしば冷笑的な態度。だが、一見頼りないクリスのこともそれなりに気にかけている。
体格は小柄ながらもカラテに似た拳法使い。青竜刀のような刀を調達して以後それを背負っている。
ザギニス・ゾア
通称ザギゾア。アシガバ軍の若き俊英とされる武将。ズムドゥ・フングン王の後継者とも噂される。アシガバ軍では伝統的に地位の高い重騎兵部隊の隊長ながら、メトメウス追討に当たっては恐獣軍団の総司令を預かり出撃する。メトメウスの巫女ハッサーンに執着し、打倒ガーゼィに執念を燃やす。
ズムドゥ・フングン
かつて弱小の部族にすぎなかったアシガバ族を恐獣使いの業をもって大陸制覇に至らせた覇王。統治下に入れた諸族への処置は冷酷。武人としては恐獣軍団の価値を戦場での心理効果に認め、征服した民族に流布するガーゼィの伝承についてもその大衆への影響力を早くに見抜く。野心に逸る部下ザギゾアを手玉に取って用いる老獪な君主。
タウラッド
流浪の武者。身の丈三メートルに及び、長剣を携える巨漢。ヨーロゥ大陸よりはるか東の大陸エイジアから来たと称する。巨躯にかかわらず空中を飛翔する跳躍力と恐獣をも爆破する技を奮い、メトメウス族に合力する。

## 既刊一覧
- バイストン・ウェル物語 ガーゼィの翼
  1. 1995年5月22日発行、ISBN 4-89366-360-7
  2. 1995年8月17日発行、ISBN 4-89366-397-6
  3. 1996年3月22日発行、ISBN 4-89366-468-9
  4. 1996年9月28日発行、ISBN 4-89366-579-0
  5. 1997年3月1日発行、ISBN 4-89366-667-3

## OVA
1996年から1997年にかけてBMGビクターのOVAとして全3巻でリリース。
- バイストン・ウェル物語 ガーゼィの翼
  1. 其の一「異世界」 1996年9月21日発売 VHS:BVVA-19
  2. 其の二「敵影」 1996年11月21日発売 VHS:BVVA-20
  3. 其の三「光る翼」 1997年4月9日発売 VHS:BVVA-21

  - OVA COMPLETE COLLECTION 2000年11月24日発売 DVD:PIBA-9004

### キャスト
- 千秋クリストファ - 岩永哲哉
- ファラン・ファ - 岡本麻弥
- ケッタ・ケラス - 玄田哲章
- フィロクレース - 西村知道
- エウフリオ - 荒川太郎
- リーリンス - 冬馬由美
- ハッサーン - 久川綾
- セチェク - 平松晶子
- フングン王 - 加藤精三
- サギニス・ゾア - 古澤徹
- ゲンゴーグ・アジ - 大塚明夫
- ウンド・ンガウ - 江原正士
- チフチ - 梁田清之
- ドモン - 梅津秀行
- ヘンドック - 宇垣秀成
- クリノ - 永野広一
- 中臣留美子 - 岩男潤子
- クリスの祖母 - 巴菁子
- 武将A - 坂口候一
- ハブラーン - 古澤徹
- 若者 - 坂口候一
- ナレーション - 関俊彦

### スタッフ
- 製作：伍井正己、塩崎剛三（第1話）、廣瀬禎彦（第2・3話）、小林尚武、曽我栄蔵
- 企画：長澤隆之、浜村弘一、石川博、長谷川浩志
- プロデューサー：佐川知之、宮野洋美（第1話）、金田一健（第2・3話）、五十嵐智之、藤家和正
- ラインプロデューサー：本田浩司（第1話）、野口義晃（第2・3話）、阿部倫久
- 原作：富野由悠季「バイストン・ウェル物語 ガーゼィの翼」（アスペクト刊 ログアウト冒険文庫）
- 監督・脚本・絵コンテ：富野由悠季
- キャラクターデザイン原案：末弥純
- キャラクターデザイン：大貫健一、杉光登
- 演出：北川正人
- 作画監督：杉光登
- 美術監督：廣瀬憲義
- 撮影監督：中條豊光
- 音響監督：岩浪美和
- 音楽：鷺巣詩郎
- 主題歌「Wings of my heart」MAJESTY(BMGビクター)
- 音楽協力：吉澤博美、行貝竜一
- 色設定：東原麻理
- 音響プロデューサー：中野徹
- 音響効果：神保大介
- 録音調整：門倉徹（第1・2話）、西澤規夫（第3話）
- 録音：上村利秋（第3話）
- 録音スタジオ：東京テレビセンター（第1・2話）、整音スタジオ（第3話）、アバコクリエイティブスタジオ（第3話）
- 音響制作：HALF H・P STUDIO
- 編集：宮野洋美（第1話）、西出榮子（第2・3話）
- ネガ編集：中溝編集室（第1話）
- タイトル：マキ・プロ
- 現像：東京現像所
- 宣伝：青木栄
- 宣伝協力：田口智幸（アイザック）
- 制作プロデューサー：横井孝（第1話）、梅原勝（第2・3話）
- 協力：アートランド
- 制作協力：J.C.STAFF
- 制作：サンクチュアリ
- 製作著作：ガーゼィの翼製作委員会、BMGビクター（第1・2話）→BMGジャパン（第3話）、アスキー、テレビ東京、サンセイブ・エンターテイメント

## 関連商品
- 「バイストン・ウェル物語 ガーゼィの翼 ドラマCD」 BMGビクター、1996年8月21日発売 CD:BVCH-1522
- 「バイストン・ウェル物語 ガーゼィの翼 オリジナル・サウンドトラック」 BMGビクター、1996年12月18日発売 CD:BVCH-1525
- OVA公式ガイドブック『ガーゼィの翼 〜バイストン・ウェルの世界〜』 アスペクト、1997年5月1日発売、ISBN 4-89366-708-4